# Sankt Gallen
Sankt Gallen (forkortet St. Gallen; fransk: Saint-Gall) er en by i Schweiz. Den er hovedbyen i den schweiziske kanton af samme navn. Byen blev grundlagt i det 7. århundrede. I dag er det en stor by med gode transportmuligheder til resten af landet og nabolandet Tyskland. Indbyggertallet i byen er 74.867 (november 2003).
Gustav 4. Adolf, tidligere konge af Sverige, tilbragte de sidste år af sit liv i St. Gallen til 1837.
I byen ligger kostskolen Institut auf dem Rosenberg.
Fodboldklubben FC St. Gallen er hjemmehørende i St. Gallen.